# Dora l'exploratrice
 (juillet 2025).
Si vous disposez d'ouvrages ou d'articles de référence ou si vous connaissez des sites web de qualité traitant du thème abordé ici, merci de compléter l'article en donnant les références utiles à sa vérifiabilité et en les liant à la section « Notes et références ».
 (juillet 2025).
- Si vous ne connaissez pas le sujet, laissez ce bandeau (vous pouvez alors contacter les auteurs).
- Si vous supprimez le contenu mis en cause (vous pouvez préalablement contacter les auteurs),

argumentez précisément cette suppression dans la page de discussion
(un manque de référence n'est pas un argument ; une recherche réelle de référence doit avoir été effectuée, être formellement documentée).
Cet article concerne une série télévisée d'animation. Pour l'héroïne, voir Dora Marquez. Pour les autres significations, voir Dora l'exploratrice (homonymie).
Go Diego !
Dora and Friends : Au cœur de la ville
Dora l'exploratrice (Dora the Explorer) est une série télévisée d'animation américaine canadienne pour la jeunesse créée par Valerie Walsh, Eric Weiner et Chris Gifford et diffusée entre le 14 août 2000 et le 9 août 2019 sur la chaîne Nickelodeon.
Au Canada, la série est diffusée du 4 février 2002 au 29 août 2022 sur Treehouse TV.
En France, la série est diffusée du 3 août 2002 au 25 janvier 2010 sur TiJi, puis du 26 août 2003 au 28 février 2021 dans l'émission TF! et TFOU sur TF1, puis de 2006 au 25 janvier 2010 sur Nickelodeon France, puis du 26 janvier 2010 au 1er septembre 2024 sur Nickelodeon Junior. Du 23 août 2021 au 30 décembre 2022, la série est diffusée sur M6 dans M6 Kid et sur Gulli, et au Québec du 21 septembre 2003 au 25 septembre 2022 sur Télé-Québec.
Elle consiste à s'adresser au très jeune public en lui faisant apprendre l'anglais, le français ou l'espagnol, tout en amusant et en faisant rire. Dans la version originale américaine, la série enseigne comme langue étrangère l'espagnol.

## Synopsis
La série est centrée sur Dora Marquez, une jeune Latina de sept ans, qui adore se lancer dans des quêtes, accompagnée de son sac à dos violet parlant et de son compagnon singe anthropomorphe Babouche. Chaque épisode est basé sur une série d'événements cycliques qui se produisent en cours de route pendant les voyages de Dora, ainsi que sur les obstacles qu'ils doivent surmonter ou les énigmes qu'ils doivent résoudre (avec l'aide du public) : parler anglais (espagnol dans la VO) ou compter. Les rituels les plus courants sont la rencontre de Dora avec Chipeur, un renard voleur masqué, anthropomorphe et bipède, dont le vol des biens d'autrui doit être empêché par une interaction avec le spectateur. Pour arrêter Chipeur, Dora doit dire trois fois "Chipeur, arrête de chiper". Cependant, lorsque ce dernier vole les biens d'autrui, le spectateur doit aider Babouche et Dora à retrouver les objets volés.
L'épisode se termine toujours par le passage réussi de Dora, qui chante la chanson "We Did It!" avec Babouche en triomphe.
À de nombreuses occasions, des épisodes spéciaux ont été diffusées pour la série, dans lesquelles les événements habituels des épisodes réguliers sont modifiés ou remplacés. Ces émissions spéciales présentent généralement à Dora une aventure plus grande et plus fantaisiste que d'habitude ou une tâche magique à accomplir. Ils pourraient se voir confier une tâche inhabituelle et difficile (comme aider Chipeur qui risque d'être effacé de la liste des vilains du Père Noël). Souvent les émissions spéciales font apparaître de nouveaux personnages, comme la naissance des jumeaux surpuissants de Dora et les étoiles anthropomorphes enchantées qui accompagnent Dora dans nombre de ses quêtes.

## Distribution

### Voix originales
- Kathleen Herles (saisons 1 à 4), Caitlin Sánchez (saisons 5 à 6) et Fatima Ptacek (saisons 7 à 8) : Dora Marquez
- Marc Weiner : Chipeur le renard (Swiper the Fox en VOST), La Carte, Le Trio Fiesta, voix additionnelles
- Harrison Chad (saisons 1 à 4), Regan Mizrahi (saisons 5 à 7) et Koda Gursoy (saison 8) : Babouche le singe (Boots the Monkey en VOST), voix additionnelles
- Sasha Toro (saisons 1 à 4), Alexandria Suarez (saisons 5 à 8) et Sofia Lopez (saison 8) : Sac à dos, voix additionnelles
- Jake T. Austin (saisons 3 à 5), Brandon Zambrano (saisons 6 à 8) : Diego Marquez

### Voix françaises
- Lucile Boulanger : Dora Marquez, Bébé Jaguar (saisons 5 à 8), Alicia Marquez
- Bruno Magne : Chipeur le renard, La Carte, Totor le taureau, Le Lutin Grognon, Mister Toucan, Le père de Dora, Blue le petit train bleu (saisons 1 à 4), Grand Poulet Rouge, Le Cochon Pirate, Roberto le robot (saison 3), Bébé Jaguar (saisons 3 à 4, voix de miaulement), voix additionnelles
- Dolly Vanden : Babouche le singe, Véra le varan, Diego Marquez, Tico l'écureuil, La mère de Dora, Sac à dos, Le Trio Fiesta, La grand-mère de Chipeur, voix additionnelles
Version française
  - Studio de doublage : Chinkel
  - Direction artistique : Bruno Magne (dialogues), Claude Lombard (chansons)
  - Adaptation : Julie Leroy, Philippe Mestiri (dialogues), Claude Lombard (chansons)

 Source et légende : version française (VF) sur RS Doublage

## Personnages
- Dora Marquez[2] : d'origine hispano-américaine, elle est l'héroïne de la série. Dora a la peau de pêche foncée, la faisant apparaître presque orange. Elle a les cheveux bruns et courts et les yeux marron. Le personnage est souvent représenté portant un t-shirt rose laissant apparaître le bas de son ventre, un short orange, des chaussettes jaunes à froufrous et des chaussures Velcro blanches avec une bordure rose ainsi que d'autres tenues. Elle porte un bracelet jaune avec une fleur bleue qu'elle porte au poignet droit et c'était un cadeau d'anniversaire quand elle avait quatre ans. Elle parle anglais (espagnol dans la VO) et demande souvent aux téléspectateurs de répéter les mots anglais (espagnol dans la VO) comme hello (dans la VF) hola (dans la VO).

### Les amis de Dora
- Babouche le singe (Boots en anglais) : le compagnon d'aventure et meilleur ami de Dora. Il s'agit d'un singe parlant, de couleur bleu, et principalement une couleur pervenche. Il a un ventre jaune et une paire d'yeux blancs avec des pupilles noires. Il porte une paire de bottes rouges.
- Chipeur le renard (Swiper en anglais) : un renard considéré comme le méchant du dessin animé ; il passe son temps à dérober tout ce qu'il peut. Pour l'empêcher d'agir, il faut dire « Chipeur, arrête de chiper ! » trois fois. Après quoi il s'exclame « Oh, mince ! » et se sauve. Quand il parvient à dérober quelque chose, il dit « Il est trop tard ! », lance son butin au loin, et se sauve en ricanant après avoir ajouté à l'attention de Dora et Babouche « Vous ne les retrouverez jamais ! » Il lui arrive néanmoins parfois de manifester un peu de bon cœur.
  - Dans Chipeur l'explorateur, il demande à Dora et Babouche son aide afin de ramener un renardeau à ses parents.
  - Dans La Cité perdue, il ne vole rien, de plus il perd un gant.
  - Dans L'anniversaire de Chipeur, il fête son anniversaire dans le parc avec tous les amis de Dora.
  - Dans Danse Dora Danse !, Il est enfermé et prisonnier dans une bouteille magique par un mystérieux elfe. Dora et Babouche partent à la rescousse pour libérer Chipeur de la bouteille magique en explorant la pyramide, l’océan et le château.
  - Dans Dora autour du Monde, Dora lui propose de l'aider à restituer tous les bracelets de l'amitié qu'il a dérobés dans le monde entier. Il accepte la proposition de Dora, mais le voyage n'est pas de tout repos, car aux quatre coins du monde, existent des personnages agissant de la même façon que lui : il s'agit de Chipie la mouffette en France, Chipoie la hyène en Tanzanie, Chipka l'ours en Russie, et Chiping la belette en Chine. Pour les empêcher d'agir, il faut dire arrête de chiper! trois fois. Ils reprennent alors l'exclamation de Chipeur et se sauvent.
  - Dans Une lettre pour Chipeur, il reçoit des autocollants que l'oiseau facteur avait dans son sac, Dora et Babouche lui apportent sa lettre et leur dit merci pour lui avoir apporté sa lettre.
- Diego Marquez : le demi cousin de Dora. Depuis 2005, le dessin animé Go Diego ! lui est consacré, avec sa sœur Alicia.
- Véra le varan : c'est un personnage coquet, naïf, et qui a souvent besoin de Dora et Babouche pour se sortir de situations critiques.
- Totor le taureau : dans un épisode il supporte mal le fait d'être transformé en pomme de terre, ses amis Dora et Babouche le transportent dans une brouette. Il est allergique au pollen. C'est sûrement le personnage le plus "bourru" du dessin animé. En effet, souvent maladroit et irréfléchi, il subit généralement les conséquences de son manque de discernement.
- Danyl Ramires : l'un des cousins éloignés de Dora.
- Tico l'écureuil : il parle anglais (espagnol dans la version originale en anglais), et ne parle français que rarement; Dora demande souvent au téléspectateur de l'aider à communiquer avec Tico en anglais. Tico est souvent le conducteur d'un véhicule (voiture, camion, bateau, train ou encore fusée).
- Mister Toucan (Señor Tucán dans la version originale) : un toucan, lui aussi est anglophone (Hispaniste en VO), mais ne parle jamais français. Il n'apparaît que rarement, souvent dans des épisodes spéciaux.
- Le Trio Fiesta : il s'agit de trois petits animaux (une sauterelle, un escargot et une grenouille), tous munis d'instruments de musique, qui jouent un petit jingle musical, en général lors de la réussite d'une épreuve par Dora et Babouche. Leurs instruments sont respectivement un accordéon, des cymbales et un tambour. Ils sont rencontrés aussi bien sur terre que dans l'eau ou dans l'espace.
- Le Lutin Grognon : Pompon le lutin grognon vit sous un pont à la manière d'un troll, et demande en général à Dora et Babouche de résoudre une énigme pour avoir le droit de le franchir. Ceci constitue souvent l'une des trois épreuves à passer par Dora et Babouche. Sa phrase fétiche est: « Hey! Personne ne passe. À moins que vous ne trouviez mon énigme. ». Il chante pour commencer « Je suis le lutin grognon, et je vis sous ce pont. »
- Grand Poulet rouge : un grand poulet rouge qui parle anglais.
- Elena Marquez : Dora appelle souvent sa mère avec un nom d'origine hispanique Mama !
- Miguel Marquez : Dora appelle souvent son père avec un nom d'origine hispanique Papa !
- Abuela Marquez : elle n'apparaît pas souvent, mais elle est importante. Par ex: La boite à étoile offerte à Dora par sa grand-mère. Dora l'appelle Grandma !

### Objets animés
Il existe aussi des objets animés pouvant être assimilés à des personnages:
- Sac à dos : il s'agit du sac à dos mauve de Dora. En général Dora demande au téléspectateur de dire "sac à dos" afin d'ouvrir son sac à dos et de lancer la séquence où Dora et le téléspectateur vont chercher dans son sac. Cette séquence est en général introduite par une chanson, chantée par Sac à Dos. Le "sac à dos" comporte généralement 5 ou 6 objets et un ou deux va l'aider à accomplir sa mission. Les autres objets sont très souvent inappropriés à la situation et vont souvent servir à d'autres épreuves. Il est surnommé Sakado.
- La carte : il s'agit d'une carte géographique toujours centrée sur les épreuves à venir dans l'épisode. Comme pour le sac à dos, cette séquence est introduite par une chanson chantée par la carte elle-même. La carte permet aussi de trouver les amis de Dora l'exploratrice.
- Le sac à dos et la carte sont des objets omniprésents au cours d'un épisode, et sont présents à chaque épisode.
- Les étoiles Genres : féminin/masculin : ce sont des étoiles à 5 branches animées ayant un visage sur l'une de leurs faces. Elles volent et ont chacune un nom et une particularité (vues notamment dans l'épisode 1 de la saison 3) :
  - You-hou : un bébé étoile bleu ciel qui crie you-hou.
  - Scintilla : une étoile jaune possédant des lumières au bout de ses branches et pouvant éclairer Dora dans ses aventures.
  - Jumper: une étoile violette qui a la particularité d'avoir ses branches munies de ressort et permet donc à Dora de passer des obstacles en sautant par-dessus.
  - Pouet-Pouet : une étoile bleu foncée qui a des petits haut-parleurs à chacune de ses branches et qui fait donc un bruit de pouêt-pouêt.
  - Changeante : une étoile orange qui peut changer de forme (en cercle, en carré, en triangle).
  - Bricole : possède cinq outils dans un ventilateur.
  - D'autres étoiles font parfois leur apparition aux cours des épisodes, sans distinction particulière si ce n'est leur couleur.
  - Soufflette : la petite étoile bleue qui permet de chasser les nuages en soufflant dessus.
  - L'étoile fée : l'étoile violette qui fabrique la dernière marche d'escalier amenant Dora à la Lune dans l'épisode "Dora au pays des fées". Les étoiles se rangent généralement d'elles-mêmes dans la poche à étoiles sur le côté du sac-à-dos.

## Épisodes
| Saison | Saison  | Épisodes | États-Unis        | États-Unis      | France           | France           |
| Saison | Saison  | Épisodes | Début             | Fin             | Début            | Fin              |
| ------ | ------- | -------- | ----------------- | --------------- | ---------------- | ---------------- |
|        | Pilotes | Pilotes  | Décembre 1998     | 12 juin 1999    |                  |                  |
|        | 1       | 26       | 14 août 2000      | 15 octobre 2001 | 3 août 2001      | 4 octobre 2002   |
|        | 2       | 26       | 11 mars 2002      | 14 juillet 2003 | 7 mars 2003      | 9 juillet 2004   |
|        | 3       | 25       | 26 août 2003      | 22 avril 2004   | 13 août 2004     | 8 avril 2005     |
|        | 4       | 24       | 24 septembre 2004 | 5 novembre 2007 | 2 septembre 2005 | 14 novembre 2008 |
|        | 5       | 20       | 7 septembre 2008  | 15 août 2010    | 4 septembre 2009 | 14 octobre 2011  |
|        | 6       | 18       | 5 novembre 2010   | 3 février 2012  | 4 novembre 2011  | 1er février 2013 |
|        | 7       | 20       | 4 avril 2012      | 16 janvier 2013 | 5 avril 2013     | 17 janvier 2014  |
|        | 8       | 18       | 18 mars 2013      | 9 août 2019     | 7 mars 2014      | 15 janvier 2016  |

### Première saison (2000-2001)
Diffusée du 14 août 2000 au 15 octobre 2001 aux États-Unis.
Diffusée du 3 août 2001 au 4 octobre 2002 en France.
1. La légende du Grand Poulet (The Legend Of The Big Red Chicken)
2. Bébé Oiseau Bleu retrouve sa maman (Lost and Found)
3. Tchou tchou ! (Choo-Choo!)
4. Hic-Boum-Hooo ! (Hic-Boom-Ohhh!)
5. Je veux une glace ! (We All Scream for Ice Cream)
6. Les trois petits cochons (Three Little Piggies)
7. L'île au trésor (Treasure Island)
8. Tous à la plage ! (Beaches)
9. La grande rivière (The Big River)
10. La cueillette des myrtilles (Berry Hunt)
11. Les quatre vœux de la belette (Wizzle Wishes)
12. Chez mamie (Grandma's House)
13. Happy Birthday Babouche ! (Surprise!)
14. Le ruban adhésif (Sticky Tape)
15. Des bonds et des rebonds (Bouncing Ball)
16. Sac à dos (Backpack!)
17. La famille Buzza Buzza (Bugga Bugga)
18. Un poisson hors de l'eau (Fish Out of Water)
19. Petite étoile (Little Star)
20. Dora sauve le prince (Dora Saves the Prince)
21. La grenouille Coqui (El Coquí)
22. L'arbre à chocolat (The Chocolate Tree)
23. I Love You (Te Amo)
24. La flûte de Pablo (Pablo's Flute)
25. La maison dans l'arbre (To The Treehouse)
26. Appelez-moi Monsieur Devinettes (Call Me Mr. Riddles)

### Deuxième saison (2002-2003)
Diffusée du 11 mars 2002 au 14 juillet 2003 aux États-Unis.
Diffusée du 7 mars 2003 au 9 juillet 2004 en France.
1. L'orage (The Big Storm)
2. Vas-y, Tico, vas-y ! (¡Rapido, Tico! (Fast, Tico!))
3. Le bâton magique (The Magic Stick)
4. La pièce manquante (The Missing Piece)
5. Couineur s'est perdu (Lost Squeaky)
6. Le camion de pompier (Rojo, the Fire Truck)
7. La Carte est perdue (Lost Map)
8. La fête des mères (Mother's Day)
9. Les explorateurs intrépides (The Golden Explorers)
10. Un cadeau pour le père Noël (A Present for Santa)
11. Docteur Dora (Doctor Dora)
12. Livraison express (Pinto, the Pony Express)
13. Léon, le lion du cirque (León, the Circus Lion)
14. La grande Piñata (The Big Piñata)
15. Le lutin heureux (The Happy Old Troll)
16. Super carte (Super Map!)
17. Du courrier pour Chipeur (A Letter for Swiper)
18. L'échelle horizontale (To the Monkey Bars)
19. Dora la musicienne (Dora, La Musica)
20. La partie de cache-cache (Hide and Go Seek)
21. Dora photographe (Click!)
22. Le grand œuf jaune (Egg Hunt)
23. Mission secrète (Super Spies)
24. Walter le hamster (School Pet)
25. Qui fête son anniversaire ? (Whose Birthday is It?)
26. Coin coin (Quack! Quack!)

### Troisième saison (2003-2004)
Diffusée du 26 août 2003 au 22 avril 2004 aux États-Unis.
Diffusée du 13 août 2004 au 8 avril 2005 en France.
1. Le petit agneau de Dora (Dora Had a Little Lamb)
2. Un camion dans l'ornière (Stuck Truck)
3. Une ballade qui fait du bruit (Louder!)
4. Roberto le robot (Roberto the Robot)
5. La grosse pomme de terre (The Big Potato)
6. Dora dans l'espace (Journey to the Purple Planet)
7. La cité perdue (The Lost City)
8. Cousin Diego (Meet Diego!)
9. Sauvez les petits chiots (Save the Puppies!)
10. Please, le mot magique (¡Por Favor!)
11. Bébé Dino (Baby Dino)
12. Babouche est à la fête (Boots' Special Day)
13. Dora au Pôle Sud (To the South Pole)
14. Dora sauve le match (Dora Saves the Game)
15. Halloween (Boo!)
16. Et après, Dora ? (What Happens Next?)
17. Au secours, à l'aide ! (Rescue, Rescue, Rescue!)
18. Le mignon dinosaure (Boots' Cuddly Dinosaur)
19. Faisons les fous ! (The Super Silly Fiesta)
20. La machine à tout réparer (The Fix-It Machine)
21. Babouche le baseballeur (Baseball Boots)
22. Les bons amis (Best Friends)
23. L'abécédaire (ABC Animals)
24. La balade des métiers (Job Day)
25. Dora et les pirates (Dora's Pirate Adventure) (Double épisode)
26. Dora sauve le prince (Dora Saves the Prince)
27. La grenouille Coqui (El Coquí)

### Quatrième saison (2004-2007)
Diffusée du 24 septembre 2004 au 5 novembre 2007 aux États-Unis.
Diffusée du 2 septembre 2005 au 14 novembre 2008 en France.
1. Chasseurs d'étoiles (Star Catcher)
2. Le premier voyage de Dora (Dora's First Trip)
3. Dora au pays des fées (Dora's Fairytale Adventure) (Double épisode)
4. Et après, Dora ? (What Happens Next?)
5. Le bâton magique (The Magic Stick)
6. La Montagne aux étoiles (Star Mountain)
7. La machine à chiper (Super Spies 2: The Swiping Machine)
8. Le cri du bébé jaguar (Baby Jaguar's Roar)
9. Music teacher (La Maestra De Musica)
10. La couronne du roi John (A Crown for King Juan el Bobo)
11. Les quinze ans de Daisy (Daisy, La Quinceañera)
12. Sauvons Diego (Save Diego)
13. Danse Dora, danse ! (Dora’s Dance to the Rescue) (Double épisode) Au secours, à l'aide ! (Rescue, Rescue, Rescue!) Léon, le lion du cirque (León, the Circus Lion)
14. Dora autour du monde (Dora's World Adventure!) (Double épisode) Dora dans l'espace (Journey to the Purple Planet) Les explorateurs intrépides (The Golden Explorers)
15. Le petit chien de Dora (Dora's Got a Puppy)
16. Dora grande sœur (Big Sister Dora)
17. Babouche à la rescousse (Boots to the Rescue)
18. Timide Arc-en-ciel (The Shy Rainbow)
19. Super bébés (Super Babies)
20. Nous formons une équipe (We're a Team!)
21. Promenades saisonnières (The Mixed-Up Seasons)
22. Bébé crabe (Baby Crab)
23. Chipeur l'Explorateur (Swiper the Explorer)
24. Dora sauve les sirènes (Dora Saves the Mermaids) (Double épisode) Un poisson hors de l'eau (Fish Out of Water) L'île au trésor (Treasure Island)
25. Rattrapez les Bébés (Catch the Babies)
26. Sauvons Babouche ! (Dora and Diego to the Rescue!)

### Cinquième saison (2008-2010)
Diffusée du 7 septembre 2008 au 15 août 2010 aux États-Unis.
Diffusée du 4 septembre 2009 au 14 octobre 2011 en France.
1. Dora et le clown musical (Dora's Jack-in-the-Box)
2. Dora sauve la princesse des Neiges (Dora Saves the Snow Princess) (Double épisode) Docteur Dora (Doctor Dora) Qui fête son anniversaire ? (Whose Birthday is It?)
3. Dora va à la fête des jumeaux (Bark, Bark to Play Park)
4. Dora à la fête des rois (Dora Saves Three Kings Day)
5. Les fleurs de licorne (Isa's Unicorn Flowers)
6. La course de voitures (Benny's Big Race)
7. Le premier jour d'école (First Day of School)
8. Le défilé de Sac à dos (The Backpack Parade)
9. Les bottes qui rebondissent (Bouncy Boots)
10. Le tournoi de Pok Ta Pok (The Mayan Adventure)
11. Dora sauve le royaume de cristal (Dora Saves the Crystal Kingdom) (Double épisode) Le premier jour d'école (First Day of School) Un vœu bananesque (Boots Banana Wish)
12. Dora sauve les trois petits cochons (Dora Saves the Three Little Pigs)
13. Grand Poulet Rouge, Le magicien (The Big Red Chicken's Magic Show)
14. Le coffre à trésors de Totor (Benny's Treasure)
15. Les super-bébés et la fée des rêves (The Super Babies Dream Adventure)
16. Dora et l'esprit de Noël (Dora's Christmas Carol Adventure) (Double épisode)
17. Aventure à bord du bateau pirate (Pirate Treasure Hunt)
18. L'anniversaire du magicien (Dora Helps the Birthday Wizzle)
19. Un vœu bananesque (Boots Banana Wish)
20. Joyeux anniversaire Dora (Dora's Big Birthday Adventure) (Double épisode)

### Sixième saison (2010-2012)
Diffusée du 5 novembre 2010 au 3 février 2012 aux États-Unis.
Diffusée du 4 novembre 2011 au 1er février 2013 en France.
1. Dora et Pegasus, le cheval ailé (Dora's Pegasus Adventure)
2. Le premier anniversaire des super-bébés (Happy Birthday, Super Babies!)
3. Dora goes to the hairdresser (Dora's Hair-Raising Adventure)
4. Bébé Winky rentre chez lui (Baby Winky Comes Home)
5. Le mariage du lutin grognon (The Grumpy Old Troll Gets Married)
6. Le défilé d'Halloween (Halloween Parade)
7. C'est les vacances ! (¡Vaccaciones)
8. La baguette magique de Grand Poulet Rouge (The Big Red Chicken’s Magic Wand)
9. Dora au pays des lutins (Dora in Troll Land)
10. Le spectacle de fin d'année (Dora's Ballet Adventure Dora's Dora's Dance Show)
11. Le premier vélo de Babouche (Boots' First Bike)
12. Le premier jour d'école de Peter (Pepe the Pig's School Adventure Pepe's School Day Adventure)
13. Dora et la forêt enchantée : 1 Le couronnement du roi Licorne (Dora's Enchanted Forest Adventures, part 1: The Tale of the Unicorn King)
14. Dora et la forêt enchantée : 2 Le mystère de l'Atlantide (Dora's Enchanted Forest Adventures, part 2: The Secret of Atlantis)
15. Dora et la forêt enchantée : 3 Dora au secours du roi Licorne (Dora's Enchanted Forest Adventures, part 3: Dora Saves King Unicornio)(Double épisode)
16. Dora va délivrer Don Quichotte (Dora's Saves Don Quixote Dora's Royal Rescue) (Double épisode)
17. Dora et l'histoire de chevalier (Dora's Knighthood Adventure)
18. Chipeur va dormir chez sa grand-mère (Swiper's Favorite Things)

### Septième saison (2012-2013)
Diffusée du 4 avril 2012 au 16 janvier 2013 aux États-Unis.
Diffusée du 5 avril 2013 au 17 janvier 2014 en France.
1. Dora et l'aventure de Pâques (Dora's Easter Adventure)
2. Un ruban bleu pour Pinto (A Ribbon For Pinto)
3. Dora au royaume des sirènes (Dora's Rescue In Mermaid Kingdom)
4. Totor sur l'île des noix de coco (Castaway Benny)
5. Joyeuse fête des pères ! (Feliz Dia de Los Padres)
6. Le spectacle de gymnastique de Dora (Dora's Fantastic Gymnastics Adventure)
7. Dora et les trois chatons (Dora's Moonlight Adventure)
8. Un cadeau surprise pour Puppy (Perrito's Big Surprise)
9. Dora fête le jour de Thanksgiving (Dora's Thanksgiving Day Parade)
10. La visite médicale de Dora (Check Up Day Check-Up Time)
11. La première chasse aux trésors de Little Map (Little Map)
12. Le premier concert de Baby Bongo (Baby Bongo's First Music Show)
13. Dora et la fête de la science (School Science Fair)
14. Dora et le Pinceau Magique (Vamos a Pintar! Let's go Painting! let's paint)
15. Dora au Pays des Merveilles (Dora's in Wonderland) (Double épisode)
16. Chante avec Dora ! (Dora Rocks!)
17. Le bal des papillons (The Butterfly Ball)
18. Le fabuleux cirque des animaux (Dora and Diego's Amazing Animal Circus Adventure)
19. Les passionnés de lecture (Book Explorers)

### Huitième saison (2013-2019)
Diffusée du 18 mars 2013 au 9 août 2019 aux États-Unis.
Diffusée du 7 mars 2014 au 15 janvier 2016 en France.
1. Dora et la coupe d'or de football (Dora's Super Soccer Showdown)
2. Les bébés chiens de Totor (Puppies Galore)
3. Dora reconstitue le petit train (Catch That Shape Train)
4. L'anniversaire de Greentruck (Verde's Birthday Party)
5. Dora et Puppy au secours de Babouche (Dora and Perrito to the Rescue)
6. Les moufles des trois p'tits chats (Kittens in Mittens)
7. Dora fait du rollerskate (Dora's Great Roller Skate Adventure)
8. Dora et Sparky le cheval (Dora and Sparky's Riding Adventure!)
9. Soirée pyjama au musée (Dora's Museum Sleepover Adventure)
10. Les montagnes russes de Grand’ma (Riding the Roller Coaster Rocks)
11. Dora et Diego au temps des dinosaures (Dora and Diego in the Time of Dinosaurs)
12. Dora et le concours de patinage artistique (Dora's Ice Skating Spectacular)
13. Dora et le concours de talents (Dora's Rainforest Talent Show)
14. Dora au secours du Pays des Contes de Fées (Dora Saves Fairytale Land) (Double épisode)
15. Dora et Baby Bear (Dora and the Very Sleepy Bear)
16. Dora et les instruments de musique (Let's Go to Music School)
17. Dora et Babouche aident la bonne fée (Dora's Fairy Godmother Rescue)
18. Dora et les animaux magiques (Dora's Animalito Adventure)
19. Dora et Nightlight, la veilleuse (Dora's Night Light Adventure)

|}

## Commentaires

### Morale
Dora l'exploratrice est une série à caractère éducatif pour les enfants, et à ce titre, la série tente de faire passer aux enfants des messages de morale ou de bons réflexes, dont voici quelques exemples :
- lorsque Dora et Babouche montent en voiture ou dans un autre véhicule, ils font toujours attention à mettre leur ceinture de sécurité. Dora et Babouche prononcent en général la phrase : "Ceinture, pour plus de sécurité !", ou bien lorsque les personnages prennent leur vélo, ils portent toujours un casque ;
- de la même manière, en bateau, Dora et Babouche mettent un gilet de sauvetage et Dora prononce en général la phrase : Gilet de sauvetage, pour plus de sécurité ! ;
- Chipeur est un voleur et est incontestablement le méchant principal de la série. Babouche l'appelle d'ailleurs souvent ce sournois de renard. Par ce biais, la série tente de faire distinguer aux enfants le bien du mal.

### Linguistique
Émission d'éveil généraliste, Dora l'exploratrice se veut aussi (en version originale) une initiation à la langue espagnole, Dora parsemant son discours de mots et courtes phrases dans la langue de Cervantes. Babouche s'appelle Boots en version originale parce qu'il porte de grosses bottes.
Dora the Explorer (titre original) a été traduit et doublé dans de nombreux pays, modifiant le bilinguisme des dialogues.
- Version allemande : le bilinguisme est allemand-anglais, concept identique aux autres pays, diffusé sur Nick et Nick Jr dans les pays de langue germanophones.
- Version espagnole (castillane) : le bilinguisme est espagnol-anglais, Dora et Babouche parlent espagnol mais les autres protagonistes s'affairent en anglais. Cette version est diffusée sur le réseau Telemundo aux États-Unis et sur Nickelodeon en Amérique latine.
- Version française : le bilinguisme français-anglais est entretenu par Dora et Babouche. Certains personnages parlent français et d'autres parlent anglais.
- Version irlandaise : le bilinguisme est irlandais-espagnol comme dans la version originale, Dora et Babouche parlent irlandais, et tous les autres personnages parlent espagnol.
- Version arabe : le bilinguisme est arabe-anglais.
- Version japonaise : le bilinguisme est japonais-anglais, Dora et Babouche parlant japonais et tous les autres personnages anglais. Cette version était diffusée sur le Nickelodeon japonais avant la fermeture de la chaîne le 30 septembre 2009.
- Version néerlandaise : le bilinguisme néerlandais-anglais y est également maintenu et est diffusé sur Nickelodeon Nederland.
- Version israélienne : le bilinguisme est hébreu-anglais, les personnages parlent hébreu et lancent quelques formules, de courtes phrases ou des mots en anglais. Le programme passe sur la chaîne pour enfants Hop (en) et sur Nickelodeon Israël.

### Narration
Tous les épisodes de la série reposent sur la même trame narrative, ce qui permet aux enfants de s'imprégner du schéma narratif propre à chaque histoire. L'épisode s'achève toujours avec une petite chanson intitulée "C'est gagné!", où les protagonistes dansent tout en reprenant dans les paroles l'histoire qu'ils viennent de vivre. En lien également avec les contes de l'enfance, Dora doit toujours accomplir trois épreuves ou traverser trois lieux avant d'atteindre son objectif.
Quatre épisodes doubles viennent rompre cette structure narrative : il s'agit de Dora au Pays des Contes de Fées, Dora autour du Monde, Dora sauve le royaume de Cristal et Dora Princesse des Neiges, qui contiennent quatre épreuves. Dans ces épisodes, on retrouve des personnages semblables à ceux du monde de Dora (comme Chipie, Chipoie, Chipka et Chiping qui sont les représentations de Chippeur le renard sur les autres continents).

### Adaptations sur scène
Deux adaptations de Dora l'exploratrice ont effectué des tournées nord-américaines : City of Lost Toys (La Ville des jouets perdus, avec Christina Bianco dans le rôle-titre) et Dora's Pirate Adventure (l'Aventure pirate de Dora, avec Danay Ferrer).
Une troisième troupe a été montée afin d'adapter les aventures de Dora l'exploratrice à destination des publics français et britanniques (Dora et les pirates, commençant en décembre 2006). Dora existe aussi pour apprendre l'anglais.

## Suite
En 2014, Nickelodeon Junior annonce une suite à Dora l'exploratrice intitulée Dora and Friends : Au cœur de la ville. Elle a été diffusée entre 2014 et 2018 aux États-Unis. Un reboot en 3D de la série de la série d'origine est prévue pour 2024.

## Adaptation au cinéma
En octobre 2017, une adaptation en prises de vues réelles de la série télévisée d'animation Dora l'exploratrice est annoncée, avec James Bobin comme réalisateur. Nicholas Stoller et Danielle Sanchez-Witzel sont chargés d'écrire un script. La société de Michael Bay, Platinum Dunes, est alors lié à la production. Cependant, en août 2018, Michael Bay précise que sa société n'est pas impliquée dans le projet.
En mai 2018, Isabela Moner est choisie pour incarner Dora. Eugenio Derbez entre en négociations en juin. Il est confirmé en juillet, alors que Micke Moreno est choisi pour le rôle de Diego. Il sera finalement remplacé par Jeffery Wahlberg. Eva Longoria et Michael Peña obtiennent ensuite les rôles des parents de Dora,. Madeline Madden rejoint ensuite la distribution. En octobre, Q'orianka Kilcher est officialisée. En novembre, Pia Miller obtient le rôle de Mami, la tante de Dora. En décembre 2018, Benicio del Toro est confirmé pour prêter sa voix au renard Chipeur. Le tournage a lieu dans le Queensland en Australie, notamment dans les Village Roadshow Studios et à Brisbane.
Le film Dora et la Cité perdue est sorti en 2019. Dora est incarnée par Isabela Moner âgée de 17 ans dans le scénario, contrairement à ses 8 ans dans la série animée.